# She’s About a Mover
She’s About a Mover — песня группы Sir Douglas Quintet 1965 года. Позже песня перепевалась различными исполнителями.

## О песне
Песня имеет блюзовую двенадцати тактную структуру и имеет схожий мотив с песнями «Can I Get a Witness» коллектива Холланд — Дозье — Холланд и «What’d I Say» Рэя Чарльза .
Texas Monthly присудили песне первое место в своем чарте. В Соединённом Королевстве песня заняла пятнадцатую строчку UK Singles Chart. Органные риффы Оги Майерса на Vox Continental и соул-вокал гитариста Дуга Сэма придают песне звучание в стиле техано.
В дальнейшем песня звучала в фильмах «Эхо-Парк»(1986), «Американские друзья» (1989), «Дорз» (1991), «Сильная женщина» (2001), «Парни из женской общаги» (2002) и «Красивая Дарлинг» (2010).
В 1983 году свою кавер-версию на эту песню сделал Ринго Старр и включил её в свой альбом Old Wave.